# Cascade de Retournemer
La cascade de Retournemer est une chute d'eau du massif des Vosges située sur la commune de Xonrupt-Longemer. Elle est située sur la Vologne à la sortie du lac de Retournemer.